# Frutal do Campo
Frutal do Campo é um distrito do município brasileiro de Cândido Mota, no interior do estado de São Paulo.

## História

### Formação administrativa
- Distrito criado pela Lei n° 2.456 de 30/12/1953, com sede no povoado de Frutal e terras do distrito sede de Cândido Mota[3][4].

## Geografia

### Demografia

#### População urbana
| Crescimento população urbana | Crescimento população urbana | Crescimento população urbana | Crescimento população urbana |
| Censo                        | Pop.                         |                              | %±                           |
| ---------------------------- | ---------------------------- | ---------------------------- | ---------------------------- |
| 1970                         | 457                          |                              | —                            |
| 1980                         | 624                          |                              | 36,5%                        |
| 1991                         | 1 537                        |                              | 146,3%                       |
| 2000                         | 1 462                        |                              | −4,9%                        |
| 2010                         | 1 196                        |                              | −18,2%                       |
| Fonte: IBGE e Fundação SEADE |                              |                              |                              |

#### População total
Pelo Censo 2010 (IBGE) a população total do distrito era de 1 577 habitantes.

### Área territorial
A área territorial do distrito é de 103,884 km².

### Bairros
- Frutal do Campo (sede)
- Conjunto Habitacional Albino Fontana[7]
- Conjunto Habitacional Herminia Sidia Maia[8]

### Rodovias
O principal acesso ao distrito é a Rodovia Fortunato Petrini (SP-266).

## Serviços públicos

### Registro civil
Atualmente é feito na sede do município, pois o Cartório de Registro Civil das Pessoas Naturais do distrito foi extinto pelo  Tribunal de Justiça do Estado de São Paulo, e seu acervo foi recolhido ao cartório do distrito sede.

### Saneamento
O serviço de abastecimento de água é feito pelo Serviço Autônomo de Água e Esgoto (SAAE).

### Energia
A responsável pelo abastecimento de energia elétrica é a Energisa Sul-Sudeste, antiga Vale Paranapanema (distribuidora do grupo Rede Energia).

### Telecomunicações
O distrito era atendido pela Telecomunicações de São Paulo (TELESP), que inaugurou a central telefônica utilizada até os dias atuais. Em 1998 esta empresa foi vendida para a Telefônica, que em 2012 adotou a marca Vivo para suas operações.

## Religião
O Cristianismo se faz presente no distrito da seguinte forma:

### Igreja Católica
- A igreja faz parte da Diocese de Assis[19].

### Igrejas Evangélicas
- Congregação Cristã no Brasil[20].